# Grand Prix SAR La Princesse Lalla Meryem 2018 - Qualificazioni singolare
Le qualificazioni del singolare del Grand Prix SAR La Princesse Lalla Meryem 2018 sono state un torneo di tennis preliminare per accedere alla fase finale della manifestazione. Le vincitrici dell'ultimo turno sono entrate di diritto nel tabellone principale. In caso di ritiro di una o più giocatrici aventi diritto a queste sono subentrate le lucky loser, ossia le giocatrici che hanno perso nell'ultimo turno ma che avevano una classifica più alta rispetto alle altre partecipanti che avevano comunque perso nel turno finale.

## Teste di serie
1. Anna Blinkova (secondo turno)
2. Caroline Dolehide (primo turno)
3. Danka Kovinić (primo turno)
4. Arantxa Rus (secondo turno)

1. Tamara Zidanšek (qualificata)
2. Jil Teichmann (secondo turno)
3. Magdalena Fręch (ultimo turno, lucky loser)
4. Barbora Krejčíková (secondo turno)

## Qualificate
1. Sílvia Soler Espinosa
2. Fiona Ferro

1. Tamara Zidanšek
2. Paula Badosa Gibert

### Lucky loser
1. Alexandra Dulgheru

1. Magdalena Fręch

## Tabellone

### Legenda
| - Q = Qualificato - WC = Wild card - LL = Lucky loser | - ALT = Alternate - SE = Special Exempt - PR = Protected Ranking | - w/o = Walkover - r = Ritirato - d = Squalificato |

### Sezione 1
|  | Primo turno | Primo turno           | Primo turno           | Primo turno | Primo turno |  |  | Secondo turno | Secondo turno         | Secondo turno         | Secondo turno    | Secondo turno    |   |   | Ultimo turno | Ultimo turno          | Ultimo turno          | Ultimo turno | Ultimo turno |  |
|  |             |                       |                       |             |             |  |  |               |                       |                       |                  |                  |   |   |              |                       |                       |              |              |  |
|  | 1           | Anna Blinkova         | Anna Blinkova         | 6           | 7           |  |  |               |                       |                       |                  |                  |   |   |              |                       |                       |              |              |  |
|  |             | Daniela Seguel        | Daniela Seguel        | 4           | 6(1)        |  |  | 1             | Anna Blinkova         | Anna Blinkova         | 4                | 3                |   |   |              |                       |                       |              |              |  |
|  |             | Sílvia Soler Espinosa | Sílvia Soler Espinosa | 6           | 6           |  |  |               | Sílvia Soler Espinosa | Sílvia Soler Espinosa | 6                | 6                |   |   |              |                       |                       |              |              |  |
|  | WC          | Sandra Samir          | Sandra Samir          | 2           | 0           |  |  |               |                       |                       |                  |                  |   |   |              | Sílvia Soler Espinosa | Sílvia Soler Espinosa | 6            | 6            |  |
|  |             | Georgina García Pérez | Georgina García Pérez | 0           | 2           |  |  |               |                       |                       | Martina Trevisan | Martina Trevisan | 4 | 4 |              |                       |                       |              |              |  |
|  |             | Martina Trevisan      | Martina Trevisan      | 6           | 6           |  |  |               | Martina Trevisan      | Martina Trevisan      | 6                | 6                |   |   |              |                       |                       |              |              |  |
|  |             | Ayla Aksu             | Ayla Aksu             | 1           | 0           |  |  | 8             | Barbora Krejčíková    | Barbora Krejčíková    | 2                | 3                |   |   |              |                       |                       |              |              |  |
|  | 8           | Barbora Krejčíková    | Barbora Krejčíková    | 6           | 6           |  |  |               |                       |                       |                  |                  |   |   |              |                       |                       |              |              |  |

### Sezione 2
|  | Primo turno | Primo turno        | Primo turno        | Primo turno | Primo turno |  |  | Secondo turno | Secondo turno      | Secondo turno      | Secondo turno      | Secondo turno      |   |   | Ultimo turno | Ultimo turno | Ultimo turno | Ultimo turno | Ultimo turno |  |
|  |             |                    |                    |             |             |  |  |               |                    |                    |                    |                    |   |   |              |              |              |              |              |  |
|  | 2           | Caroline Dolehide  | 7                  | 3           | 3           |  |  |               |                    |                    |                    |                    |   |   |              |              |              |              |              |  |
|  |             | Fiona Ferro        | 65                 | 6           | 6           |  |  |               | Fiona Ferro        | Fiona Ferro        | 6                  | 6                  |   |   |              |              |              |              |              |  |
|  |             | Myrtille Georges   | 6                  | 4           | 1r          |  |  |               | Jessika Ponchet    | Jessika Ponchet    | 4                  | 3                  |   |   |              |              |              |              |              |  |
|  |             | Jessika Ponchet    | 4                  | 6           | 4           |  |  |               |                    |                    |                    |                    |   |   | Fiona Ferro  | Fiona Ferro  | Fiona Ferro  | 6            | 6            |  |
|  |             | Alexandra Dulgheru | Alexandra Dulgheru | 6           | 6           |  |  |               |                    | Alexandra Dulgheru | Alexandra Dulgheru | Alexandra Dulgheru | 1 | 4 |              |              |              |              |              |  |
|  | WC          | Salma Charif       | Salma Charif       | 0           | 2           |  |  |               | Alexandra Dulgheru | Alexandra Dulgheru | 6                  | 6                  |   |   |              |              |              |              |              |  |
|  | WC          | Panna Udvardy      | Panna Udvardy      | 3           | 1           |  |  | 6             | Jil Teichmann      | Jil Teichmann      | 2                  | 1                  |   |   |              |              |              |              |              |  |
|  | 6           | Jil Teichmann      | Jil Teichmann      | 6           | 6           |  |  |               |                    |                    |                    |                    |   |   |              |              |              |              |              |  |

### Sezione 3
|  | Primo turno | Primo turno      | Primo turno      | Primo turno | Primo turno |  |  | Secondo turno | Secondo turno    | Secondo turno    | Secondo turno   | Secondo turno |   |   | Ultimo turno | Ultimo turno  | Ultimo turno | Ultimo turno | Ultimo turno |  |
|  |             |                  |                  |             |             |  |  |               |                  |                  |                 |               |   |   |              |               |              |              |              |  |
|  | 3           | Danka Kovinić    | Danka Kovinić    | 62          | 3           |  |  |               |                  |                  |                 |               |   |   |              |               |              |              |              |  |
|  |             | Fanny Stollár    | Fanny Stollár    | 7           | 6           |  |  |               | Fanny Stollár    | Fanny Stollár    | 6               | 6             |   |   |              |               |              |              |              |  |
|  |             | Isabelle Wallace | Isabelle Wallace | 3           | 1           |  |  |               | Maryna Zanevs'ka | Maryna Zanevs'ka | 3               | 4             |   |   |              |               |              |              |              |  |
|  |             | Maryna Zanevs'ka | Maryna Zanevs'ka | 6           | 6           |  |  |               |                  |                  |                 |               |   |   |              | Fanny Stollár | 6            | 4            | 4            |  |
|  |             | Marie Benoît     | Marie Benoît     | 6           | 6           |  |  |               |                  | 5                | Tamara Zidanšek | 4             | 6 | 6 |              |               |              |              |              |  |
|  |             | Harmony Tan      | Harmony Tan      | 1           | 1           |  |  |               | Marie Benoît     | Marie Benoît     | 2               | 2             |   |   |              |               |              |              |              |  |
|  |             | Bibiane Schoofs  | 3                | 6           | 4           |  |  | 5             | Tamara Zidanšek  | Tamara Zidanšek  | 6               | 6             |   |   |              |               |              |              |              |  |
|  | 5           | Tamara Zidanšek  | 6                | 3           | 6           |  |  |               |                  |                  |                 |               |   |   |              |               |              |              |              |  |

### Sezione 4
|  | Primo turno | Primo turno         | Primo turno     | Primo turno | Primo turno |  |  | Secondo turno | Secondo turno       | Secondo turno | Secondo turno   | Secondo turno   |   |   | Ultimo turno | Ultimo turno        | Ultimo turno        | Ultimo turno | Ultimo turno |  |
|  |             |                     |                 |             |             |  |  |               |                     |               |                 |                 |   |   |              |                     |                     |              |              |  |
|  | 4           | Arantxa Rus         | Arantxa Rus     | 6           | 6           |  |  |               |                     |               |                 |                 |   |   |              |                     |                     |              |              |  |
|  |             | Ons Jabeur          | Ons Jabeur      | 3           | 1           |  |  | 4             | Arantxa Rus         | 6             | 4               | 3               |   |   |              |                     |                     |              |              |  |
|  |             | Paula Badosa Gibert | 3               | 7           | 6           |  |  |               | Paula Badosa Gibert | 1             | 6               | 6               |   |   |              |                     |                     |              |              |  |
|  |             | Başak Eraydın       | 6               | 5           | 1           |  |  |               |                     |               |                 |                 |   |   |              | Paula Badosa Gibert | Paula Badosa Gibert | 6            | 6            |  |
|  |             | İpek Soylu          | İpek Soylu      | 6           | 6           |  |  |               |                     | 7             | Magdalena Fręch | Magdalena Fręch | 1 | 3 |              |                     |                     |              |              |  |
|  |             | Lizette Cabrera     | Lizette Cabrera | 3           | 4           |  |  |               | İpek Soylu          | 4             | 1               | r               |   |   |              |                     |                     |              |              |  |
|  |             | Conny Perrin        | Conny Perrin    | 3           | 3           |  |  | 7             | Magdalena Fręch     | 6             | 4               |                 |   |   |              |                     |                     |              |              |  |
|  | 7           | Magdalena Fręch     | Magdalena Fręch | 6           | 6           |  |  |               |                     |               |                 |                 |   |   |              |                     |                     |              |              |  |